# Philippe Fénelon
Philippe Fénelon (Suèvres, 23 de noviembre de 1952) es un compositor francés. 

## Biografía
Estudió en París, donde fue discípulo de Olivier Messiaen. Obtuvo diversos premios y becas que le permitieron residir en varias ciudades, entre ellas Madrid (1981-1983). Fue autor de varias óperas: Le chevalier imaginaire (1992), con un libreto basado en obras de Cervantes y Kafka, estrenada en el Théâtre du Châtelet de París; Salammbô (1998), basada en la obra homónima de Flaubert, estrenada en la Ópera de París; Les Rois (2004), sobre una obra de Julio Cortázar, estrenada en el Gran Teatro de Burdeos; Faust (2007), sobre el texto de Nikolaus Lenau, estrenada en el Teatro del Capitolio de Toulouse; La Cerisaie (2010), basada en la obra de Antón Chéjov, estrenada en el Teatro Bolshói de Moscú; JJR, Citoyen de Genève (2012), con libreto de Ian Burton, estrenada en el Grand Théâtre de Ginebra para el tricentenario de Jean-Jacques Rousseau; y Flaubert et Voltaire (2014), estrenada en el Festival Castell de Peralada. Compuso también ballets (Yamm, 2000; Cadenza, 2002; K-Danza, 2002; Pasodoble, 2006), así como música de cámara y madrigales.